# Малый Конюшковский переулок
Ма́лый Конюшко́вский переу́лок — улица в центре Москвы в Пресненском районе между Кудринским переулком и Конюшковской улицей.

## История
В этом районе с конца XVII века располагался патриарший конюшенный двор, на месте которого в XIX века возникла улица и одноимённые переулки. Вероятно, название возникло не прямо от конюшен, а через имя местности Конюшки.

## Описание
Малый Конюшковский переулок начинается как продолжение Кудринского, проходит на юго-запад, справа от него отходит Большой Конюшковский, затем отклоняется на запад и выходит на Конюшковскую улицу.

## Здания и сооружения
По нечётной стороне:
По чётной стороне:
- № 2 — Дизайн-центр MODDesign; галерея «Арбен».